# Sophie Karthäuser

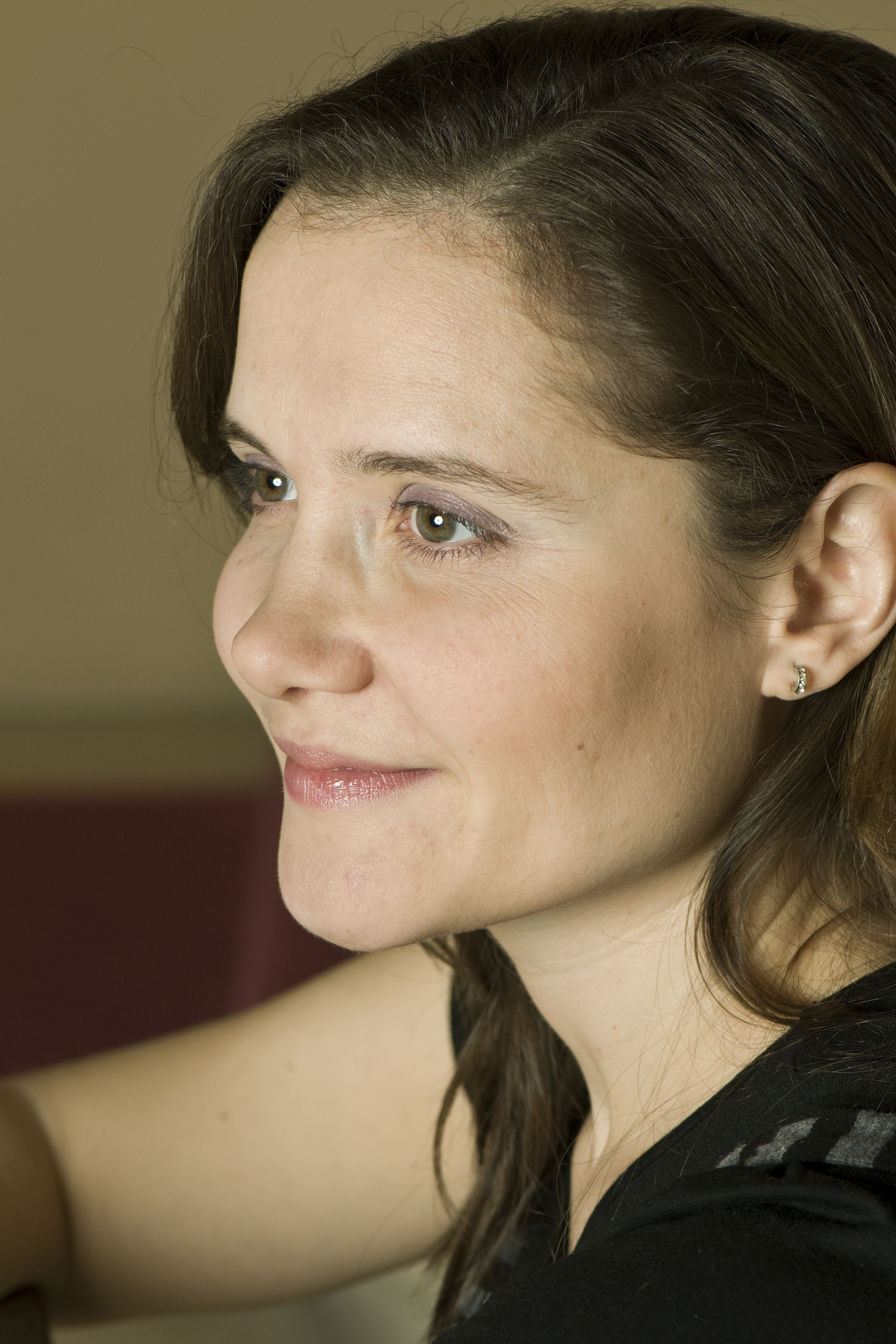
Sophie Karthäuser (2008)

Sophie Karthäuser (* 1974 in Malmedy) ist eine belgische Opernsängerin (Sopran).

## Leben
Der Kontakt zur Musik begann bereits in ihrer frühen Kindheit, ihre älteren Schwestern spielten Klarinette im örtlichen Musikverein und Sophie wollte es ihnen gleichtun. Da sie noch zu klein war begann sie mit Blockflötenunterricht und belegte ab dem fünften Lebensjahr das Fach Notenlehre und später Klarinette in der örtlichen Musikakademie. Inzwischen war sie Mitglied im Kirchenchor ihrer Heimatgemeinde Bellevaux.  Mit 16 Jahren begann sie mit dem Gesangsunterricht, den sie zwei Jahre später in der Klasse von Greta de Reyghere und Thierry Migliorini am Lütticher Konservatorium fortsetzte. 1997 gewann sie den belgischen Förderpreis und konnte sich an der Guildhall School of Music and Drama London in der Klasse von Noelle Barker spezialisieren.
Ihr Debüt als Opernsängerin gab sie in der Rolle der Pamina in Mozarts Zauberflöte in der Alten Oper Frankfurt. Inzwischen singt sie regelmäßig am Brüsseler Monnaie Theater, hier gelang ihr der internationale Durchbruch als Opernsängerin in der Rolle der Papagena (Zauberflöte) unter der Leitung von René Jacobs.
2013 gab sie die Ilia  in Idomeneo, Regie führte Stephan Aubé, in weiteren Rollen waren Gaëlle Arquez und Richard Croft zu hören.
Neben ihren vielseitigen Opernengagements liebt sie den Liedgesang, aber auch die historische Aufführungspraxis, hier tritt sie regelmäßig mit bekannten Ensembles auf, wie dem European Baroque Orchestra unter Philippe Herreweghe, der Academy of Ancient Music unter Roy Goodman, der Capella Augustina unter Andreas Spering, mit den Les Arts Florissants unter William Christie, Les Folies Françoises unter Patrick Cohën-Akenine, mit La Petite Bande unter Sigiswald Kuijken, dem Freiburger Barockorchester oder dem Ensemble Café Zimmermann.

## Diskografie (Auswahl)
- „Airs d'opéra“ Werke von André Grétry | mit Les Agrémens unter Guy Van Waas,  Label Ricercar
- Stabat Mater von Luigi Boccherini | mit Les Folies Françoises unter Patrick Cohën-Akenine,  Label Ricercar
- Kantaten BWV 55, 56, 98, 180 von Johann Sebastian Bach, mit La Petite Bande, Label Accent
- Il Ritorno di Tobia de Joseph Haydn | Cappella Coloniensis,  Label Naxos
- Die Schöpfung von Haydn | Les Arts Florissants & William Christie,  Label Virgin
- Faramondo von Händel | I barochisti & Diego Fassolis,  Label Virgin
- Mozart Arien, Live aus La Monnaie Brüssel, Label Cypres records
- Mozart: La finta giardiniera mit dem Freiburger Barockorchester unter René Jacobs  (Label HFM, 2012)
- Francis Poulenc: Solo-Album mit Liedern,  mit dem Pianisten Eugene Asti (harmonia mundi, 2014)
- Hugo Wolf: Lieder "Kennst du das Land?", mit dem Pianisten Eugene Asti (HMC, 2015)
- Michel-Richard Delalande: 3 Leçons de Ténèbres  mit dem Ensemble Correspondances unter der Leitung von Sébastien Daucé (harmonia mundi, 2015)
- Mozart: in Requiem mit dem Freiburger Barockorchester unter René Jacobs  (harmonia mundi, 2016)
- Hector Berlioz: in Béatrice et Bénédict  London Philharmonic Orchestra, Antonello Manacorda  (Opus Arte, 2016)
- Claude Debussy: Lieder – Harmonie du soir (harmonia mundi, 2017)
- Johann Sebastian Bach: Dialogkantaten, BWV 32, 49, 57 mit der Akademie für Alte Musik Berlin (harmonia mundi, 2018)